# シュリッツ (フォーゲルスベルク郡)
シュリッツ (ドイツ語: Schlitz, ドイツ語発音: [ʃlɪt͜s]) は、ドイツ連邦共和国ヘッセン州フォーゲルスベルク郡の小都市である。

## 地理

### 位置
シュリッツは、シュリッツ川がフルダ川に合流する直前に位置している。面積 142.09 km2 は、フランクフルト、ヴィースバーデンに次いでヘッセン州で3番目に広い市である。

### 隣接する市町村
シュリッツは、北はブライテンバッハ・アム・ヘルツベルクおよびニーダーアウラ、東はハウネタール（以上、3町村はいずれもヘルスフェルト＝ローテンブルク郡）およびブルクハウンならびにヒューンフェルト、南東はフルダ、南はグローセンリューダーおよびバート・ザルツシュリルフ（以上、5市町村はフルダ郡）、南西はヴァルテンベルク、西はラウターバッハ、北西はグレーベナウ（以上、3市町村はフォーゲルスベルク郡）と境を接している。

### 市の構成
シュリッツには以下の市区がある: ベルンスハウゼン、フラウロームバッハ、ハルタースハウゼン、ヘンメン、フッツドルフ、ニーダー＝シュトル、オーバー＝ヴェクフルト、プフォルト、クヴェック、リムバッハ、ザントロフス、シュリッツ市街区、ユラースハウゼン、ユッツハウゼン、ウンター＝シュヴァルツ、ウンター＝ヴェクフルト、ヴィロフス。
1840年の人口調査によると、シュリッツには 549戸に 3,135人が住んでいた。

### 気候
| シュリッツの気候                    | シュリッツの気候 | シュリッツの気候 | シュリッツの気候 | シュリッツの気候 | シュリッツの気候 | シュリッツの気候 | シュリッツの気候 | シュリッツの気候 | シュリッツの気候 | シュリッツの気候 | シュリッツの気候 | シュリッツの気候 | シュリッツの気候 |
| 月                                  | 1月              | 2月              | 3月              | 4月              | 5月              | 6月              | 7月              | 8月              | 9月              | 10月             | 11月             | 12月             | 年               |
| ----------------------------------- | ---------------- | ---------------- | ---------------- | ---------------- | ---------------- | ---------------- | ---------------- | ---------------- | ---------------- | ---------------- | ---------------- | ---------------- | ---------------- |
| 平均最高気温 °C （°F）              | 0.0 (32)         | 1.0 (33.8)       | 5.0 (41)         | 8.0 (46.4)       | 12.0 (53.6)      | 16.0 (60.8)      | 18.0 (64.4)      | 17.0 (62.6)      | 14.0 (57.2)      | 9.0 (48.2)       | 5.0 (41)         | 2.0 (35.6)       | 8.9 (48)         |
| 平均最低気温 °C （°F）              | －2.0            | －2.0            | 1.0 (33.8)       | 4.0 (39.2)       | 8.0 (46.4)       | 11.0 (51.8)      | 13.0 (55.4)      | 12.0 (53.6)      | 10.0 (50)        | 7.0 (44.6)       | 2.0 (35.6)       | 1.0 (33.8)       | 5.2 (41.4)       |
| 平均降水日数                        | 12.0             | 9.0              | 10.0             | 10.0             | 11.0             | 11.0             | 11.0             | 11.0             | 9.0              | 9.0              | 11.0             | 12.0             | 126              |
| 平均月間日照時間                    | 31               | 56               | 124              | 150              | 186              | 180              | 186              | 186              | 150              | 93               | 60               | 31               | 1,423.5          |
| 出典：Klima Schlitz Beste Reisezeit |                  |                  |                  |                  |                  |                  |                  |                  |                  |                  |                  |                  |                  |

## 歴史

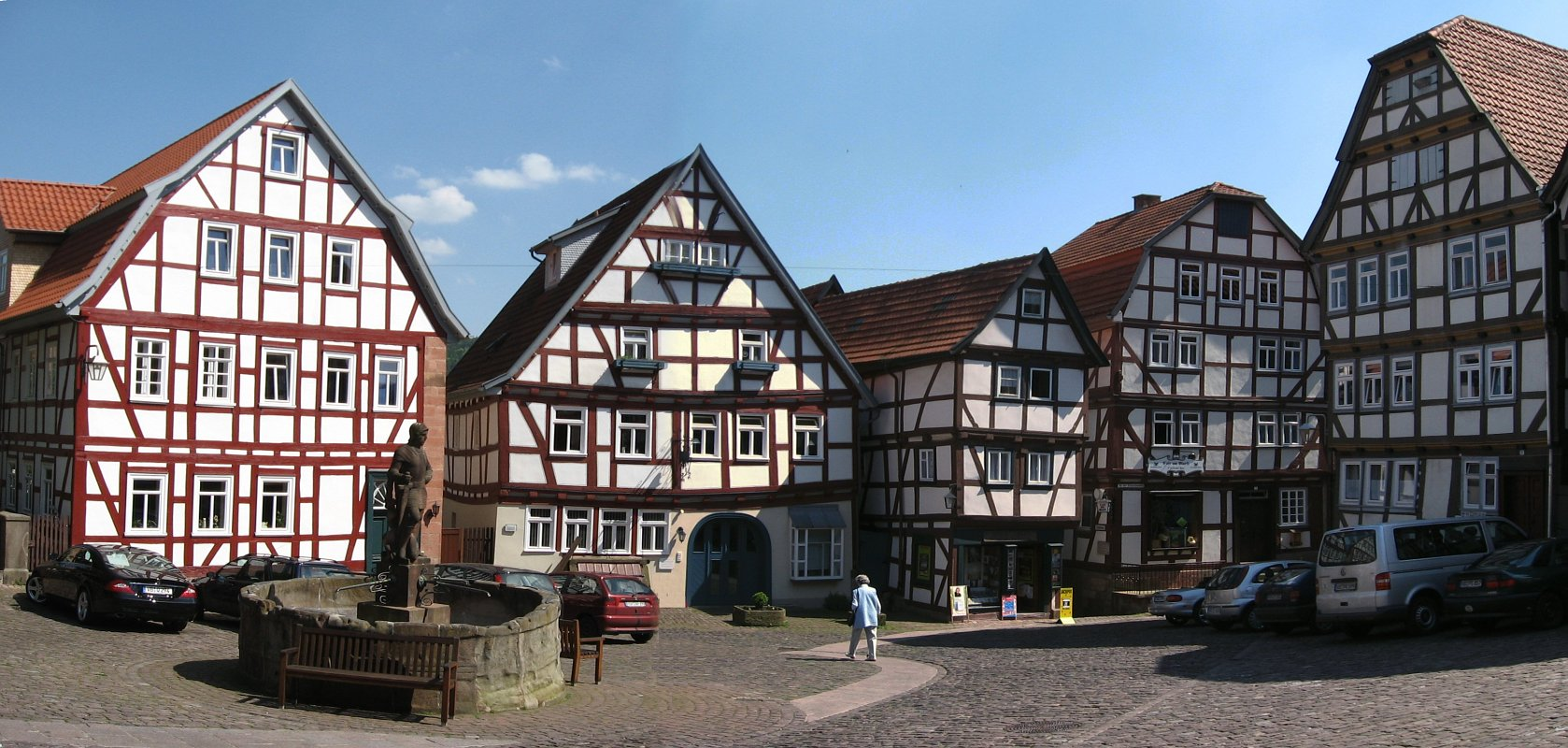
木組み建築が建ち並ぶシュリッツのマルクト広場

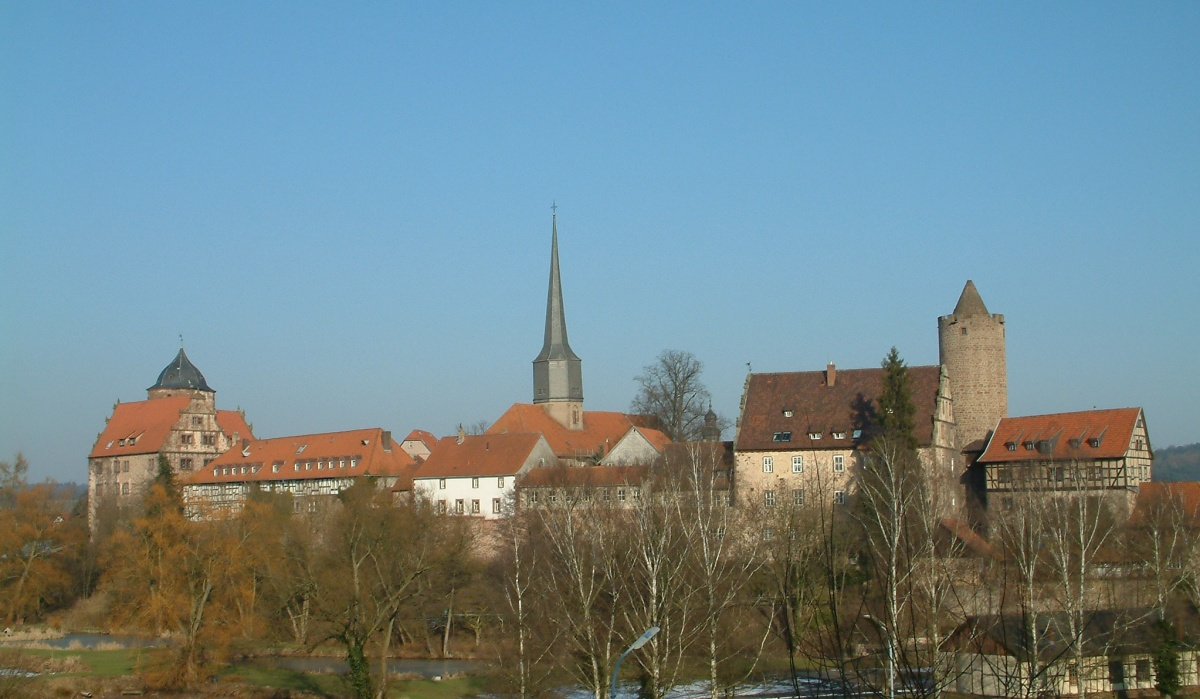
シュリッツ旧市街

シュリッツの名前は、812年に初めて文献に記録されている。シュリッツはヘッセンでは 5つの城があることで知られており、「ロマンティック・ブルゲンシュタット・シュリッツ」（ロマンティックな城の街シュリッツ」とも称される。
「ブルゲンリング」と呼ばれる、丘の上にあるシュリッツ市の中心街は、良く保存され、密集した歴史的なアンサンブルを構成する城、塔、邸宅、市教会や数多くの木組み建築の集積を特徴とする。このブルゲンリングや市の地形の様子から、シュリッツは、かつて「ヘッセンのローテンブルク」と呼ばれていた。
シュリッツ家は、中世にフルダ修道院のレーエン管理者として地歩を築いた。1404年からは、フォン・シュリッツ、通称フォン・ゲルツ（von Görtz、文献によっては Gurz あるいは Görz の表記もなされた）を名乗った。1546年の宗教改革の採用や三十年戦争の結果、シュリッツ家はフルダ修道院から独立した。1677年に帝国男爵、1726年には帝国伯の位を得た。この地域は、1806年からヘッセン＝ダルムシュタット方伯領となった。19世紀半ばまで、この地域の主要産業は亜麻布織りであった。1823年には176人の織工がいた。

### 人口推移

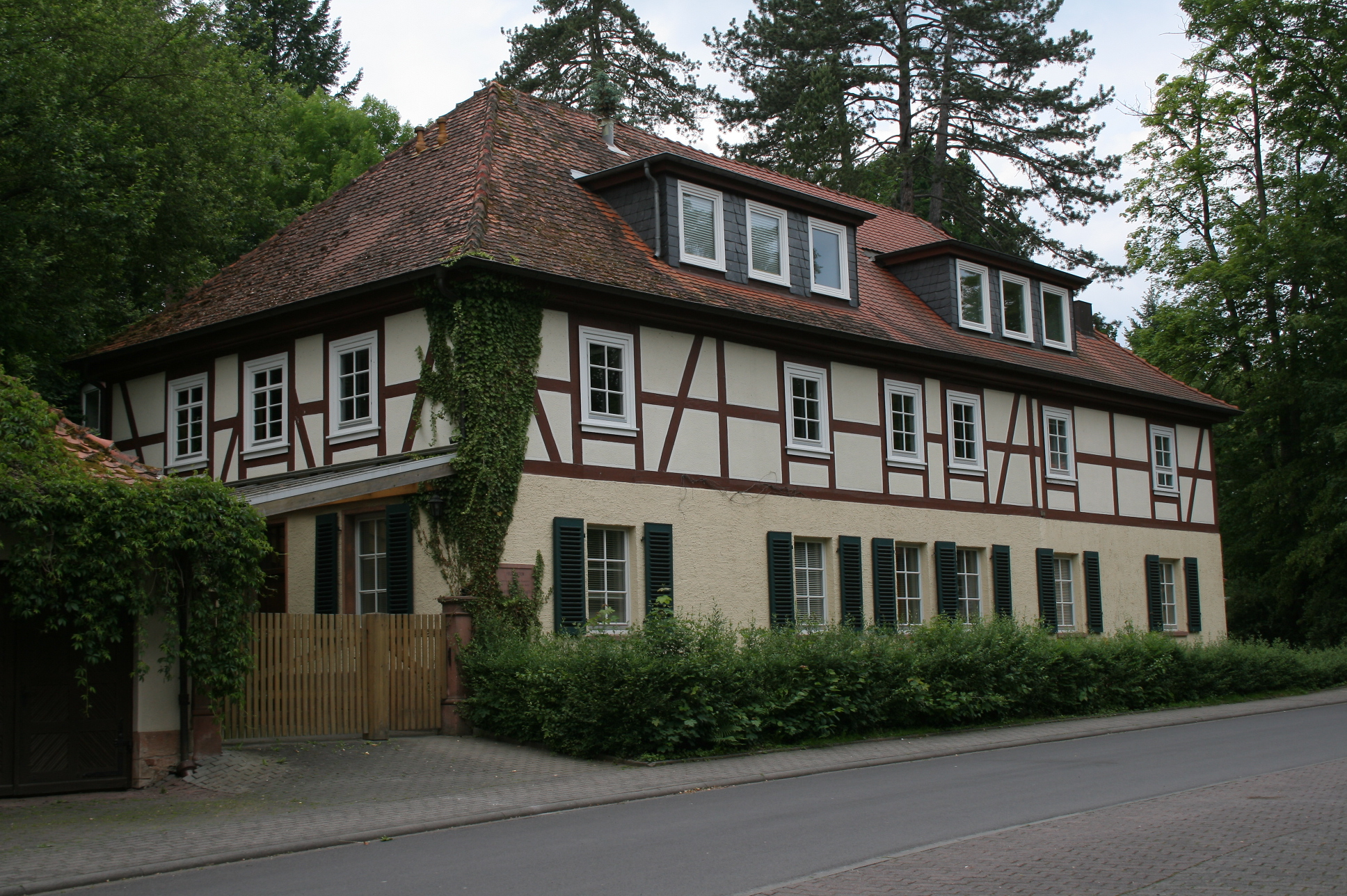
マックス＝プランク陸水学研究所

| 日付           | 人口（人） |
| -------------- | ---------- |
| 1939年         | 6,889      |
| 1961年         | 9,635      |
| 1970年         | 10,027     |
| 1999年12月31日 | 10,286     |
| 2000年12月31日 | 10,319     |
| 2001年12月31日 | 10,294     |
| 2002年12月31日 | 10,272     |
| 2003年12月31日 | 10,264     |
| 2004年12月31日 | 10,243     |
| 2005年12月31日 | 10,191     |
| 2006年12月31日 | 10,134     |
| 2007年12月31日 | 10,045     |
| 2008年12月31日 | 9,947      |
| 2009年12月31日 | 9,833      |
| 2010年12月31日 | 9,731      |
| 2011年6月30日  | 9,723      |

出典:

### 河川ステーション
1951年から2006年までシュリッツ河川ステーションがあり、マックス＝プランク陸水学研究所の研究グループが、ブライテンバッハ自然保護地区とブライトエッケ自然保護地区の 2つの自然保護地区におけるブライテンバッハ川の生態学研究を行っていた。ブライテンバッハ川は、数多くの研究と論文によって、世界で最もよく調査・記録がなされた川である。この研究ステーションは、研究指導者の定年退職に伴って、2006年にマックス＝プランク財団によって閉鎖された。

## 行政

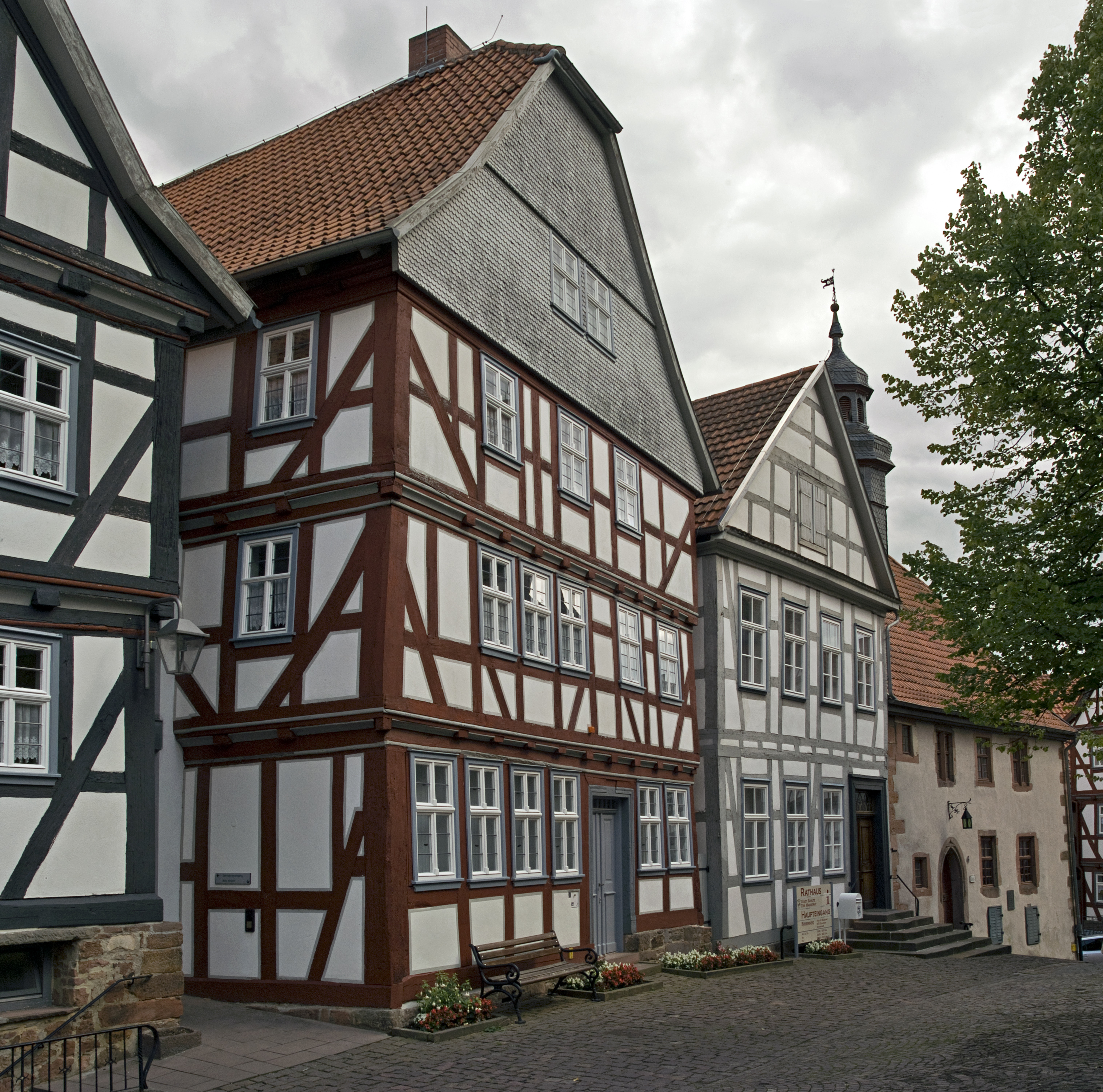
シュリッツ市庁舎

### 議会
シュリッツの市議会は、31議席からなる。

### 首長
- 1960年 - 1970年　ハンス＝ハインツ・ビーレフェルト（FDP)
- 1970年 - 1994年　ジークフリート・クレー (SPD)
- 1995年 - 2019年　ハンス＝ユルゲン・シェーファー (CDU)
- 2019年 - 　アレクサンダー・アルトシュタット (CDU)

### 姉妹都市
- Bogyiszló（ハンガリー、トルナ県）

## 文化と見所

### 博物館

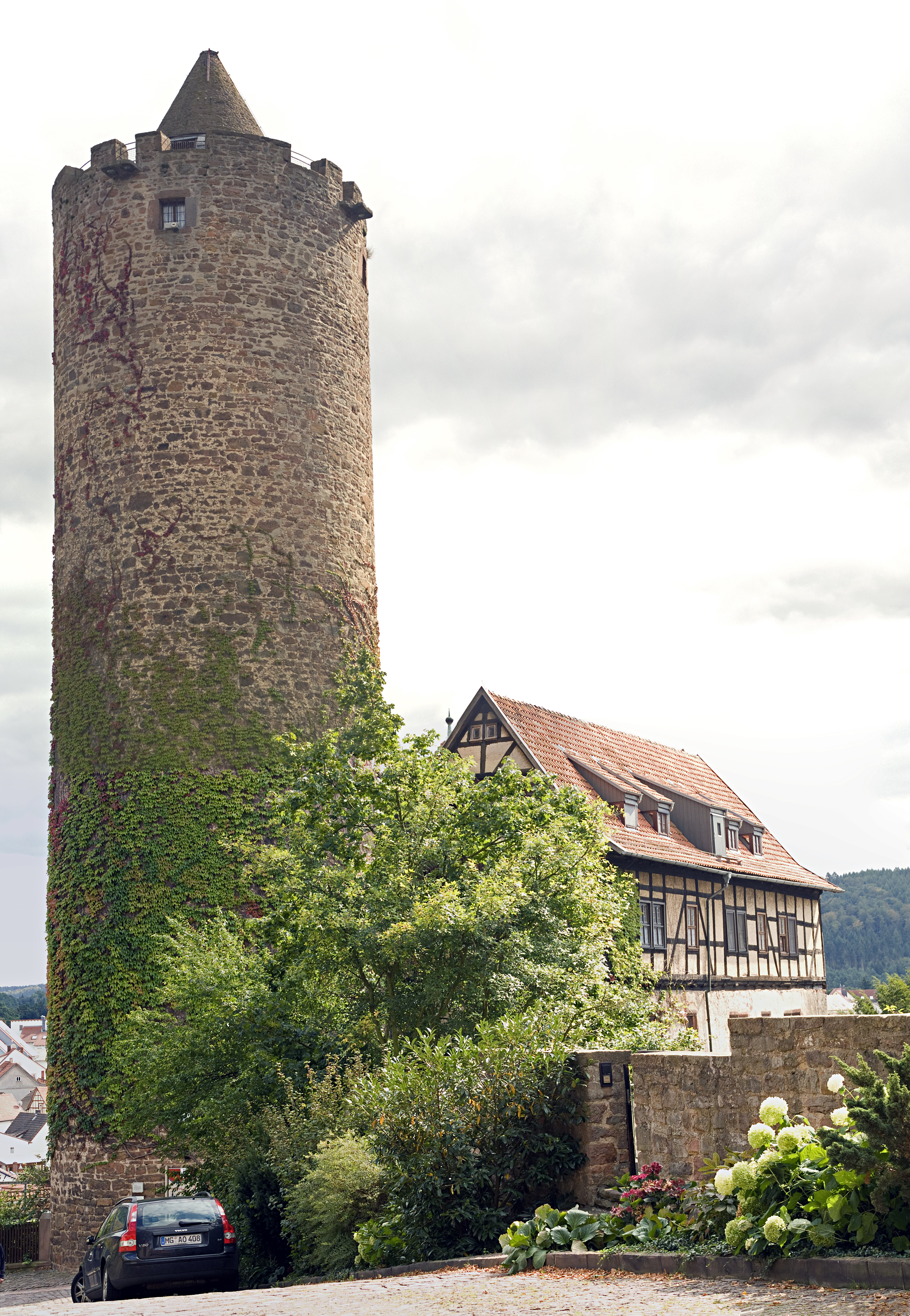
ヒンター塔

- 郷土博物館

### 建造物
- プロテスタントの市教会（旧マルガレーテ教会）、812年献堂
- フォルダーブルク城
- ヒンターブルク城
- ヒンター塔（高さ 36 m）エレベーターで上ることができる。アドヴェントの時期には「世界最大のクリスマスキャンドル」になる。この時期、ヒンター塔は赤い絹の布で覆われ、先端に電球が付けられる。これは遠くからも良く見える。
- シャハテンブルク城
- オットーブルク城
- マルクト広場の泉
- 市庁舎
- アウアーハーン・ブラウエライ（ブルワリー）
- 穀物蒸留酒の蒸留所
- ゼーブルク城（ハルタースハウゼン地区近郊）
- カトリックのクリストケーニヒ地区教会
- 市立墓地のザント教会、1612年
- ハレンブルク城

- プロテスタント教会
- 「世界一のクリスマスキャンドル」となったヒンター塔
- ヒンター塔から見下ろした旧市街
- アウアーハーン・ブラウエライ
- ハレンブルク城

### スポーツ
TSG-シュリッツ、FSVプフォルト、SVクヴェックといった地区のスポーツクラブがある。

### 余暇施設、スポーツ施設
屋内プール、屋外プール、キャンプ場、体育館、人工湖（プフォルト市区）

### 年中行事
- シュリッツ地方の民族衣装祭 - 奇数年の7月第2週末
- シュリッツのアルトビーアフェスト（昔ながらのビール祭） - 偶数年の7月に開催される
- シュリッツ地方のクリスマスマーケット - 「赤いキャンドル」の外観となったヒンター塔で開催される
- シュリッツの飼料用ビート祭 - 街中が飼料用ビートで飾られる

## 経済と社会資本
シュリッツには多くの工場がある。大きな雇用主の一つが、有名な電子工業企業 アイヒホフGmbH で、130人の社員がいる。しかし、アイヒホフは間もなく閉鎖されることになっている。運送業者の KEP AG の支店も職場を提供している。また、ゲオルク・ゴットリープ・ラングハインリヒが1832年に創設した繊維工場ラングハインリヒは、120人の雇用があり、職場を提供している。シュリッツの亜麻布工場 Driessen GmbH & Co. KG は1933年に創設され、約 30 人の織工、縫製、既製服製造の部門で働いている。1997年にホルツインドゥストリー・シュリッツGmbH & Co. KG はプファイファー・グループに吸収合併された。

### 交通
シュリッツは、アウトバーンA7号線のヒューンフェルト/シュリッツ・インターチェンジ経由で広域交通網に接続する。近隣都市にフルダやラウターバッハがある。

### 公共機関
レンタルライブラリー、公民館

### 教育
シュリッツには
- ハレンブルク城内のヘッセン音楽文化アカデミー gGmbH（州立音楽アカデミー）
- シュリッツァーラント総合学校
- シーフェンバッハシューレ（基礎課程学校）

## 人物

### ゆかりの人物
- キリアクス・シュパンゲンベルク（1528年 - 1604年）プロテスタントの神学者、教会音楽の作詞家、歴史家。1581年から1595年までシュリッツの牧師を務めた。
- グードルン・パウゼヴァング（1928年 - ）作家。1972年からシュリッツに住んでいる。シュリッツは、著書「みえない雲」（原題: Die Wolke）や「最後の子どもたち」（原題: Die letzten Kinder von Schewenborn）の舞台となっている。

## 引用
1. ↑  Hessisches Statistisches Landesamt: Bevölkerung in Hessen am 31.12.2023 (Landkreise, kreisfreie Städte und Gemeinden, Einwohnerzahlen auf Grundlage des Zensus 2011)]
2. ↑  Max Mangold, ed (2005). Duden, Aussprachewörterbuch (6 ed.). Dudenverl. p. 707. ISBN 978-3-411-04066-7
3. ↑  “Climatabelle Schlitz Klimadiagramm”. 2012年7月24日閲覧。
4. ↑  Hessisches Landesamt für geschichtliche Landeskunde: Historisches Ortslexikon: Schlitz（2012年7月25日 閲覧）
5. ↑  Hessisches Statistisches Landesamt: Landesdaten
6. ↑  Firma Eichhoff in Schlitz meldet Insolvenz an, Hünfelder Zeitung 2008年11月4日付け（2012年7月25日 閲覧）